# 250 (音乐家)
李호형（韓語：이호형；1982年4月11日—），艺名250，是韩国电子音乐家。他发行了两张专辑：《One Night Stand》（2014年）和《Ppong》（2022年）。

## 事业
250是一位在梨泰院活跃了很长时间的DJ。2013年，他发行单曲《다시 부르기》（韩语直译：重拨），2014年发行首张录音室专辑《One Night Stand》。2016年，他首次宣布发行第二张专辑《Ppong》，但花了六年时间才发行。作为制作人，他曾与E-Sens、Kim Ximya、BTS、NCT 127、ITZY和NewJeans合作。
他的第二张录音室专辑《Ppong》于2022年3月18日发行。重新诠释在韩国被认为是老式流派的韩国演歌和Pongjjak。随着专辑的发行，他发行了纪录片《Finding Ppong》 (韩语：뽕을 찾아서)，其中包括来自韩国摇滚乐队Bulssazo（韩语：불싸조）的Han Sangcheol（韩语：한상철）、萨克斯管演奏家Lee Jeongsik和键盘手Kim Sooil的客串。他在2023年韩国大众音乐奖中获得了四个奖项：年度专辑、年度艺术家、年度电子专辑和年度电子歌曲。
250为韩国流行音乐（K-pop）女子组合NewJeans制作了一系列歌曲：《Attention》、《Hype Boy》、《Hurt》、《Ditto》、《ETA》, 《Get Up》, 《ASAP》、《How Sweet》, 《Bubble Gum》以及《Supernatural》。他在2023年12月发行的第一张混音专辑《NJWMX》中混音了NewJeans的迷你专辑《New Jeans》和单曲专辑《OMG》中的几首曲目。

## 音乐作品

### 录音室专辑
| 名称                  | 专辑详情                                                   | 最高排名     |
| 名称                  | 专辑详情                                                   | Circle专辑榜 |
| --------------------- | ---------------------------------------------------------- | ------------ |
| 《One Night Stand》   | - 发布: 2014年 - 唱片公司: Beasts And Natives Alike        | —            |
| 《Ppong》（韩语：뽕） | - 发布: 2022年3月18日 - 唱片公司: Beasts And Natives Alike | 53           |

## 获奖与提名
| 获奖名称                  | 年份 | 获奖项目             | 提名作品     | 结果 | 参考文献 |
| ------------------------- | ---- | -------------------- | ------------ | ---- | -------- |
| Circle Chart Music Awards | 2024 | 年度作曲家           | 250          | 獲獎 | [ 12 ]   |
| 韓國嘻哈獎                | 2022 | 年度音乐视频         | 《Bang Bus》 | 提名 |          |
| 韓國嘻哈獎                | 2023 | 年度音乐制作人       | 250          | 獲獎 | [ 13 ]   |
| 韩国大众音乐奖            | 2023 | 年度音乐家 (大奖)    | 250          | 獲獎 | [ 8 ]    |
| 韩国大众音乐奖            | 2023 | 专辑年度 (大奖)      | 《Ppong》    | 獲獎 | [ 8 ]    |
| 韩国大众音乐奖            | 2023 | 最佳电子舞曲音乐专辑 | 《Ppong》    | 獲獎 | [ 8 ]    |
| 韩国大众音乐奖            | 2023 | 最佳电子舞曲音乐歌曲 | 《Bang Bus》 | 獲獎 | [ 8 ]    |